# Coelotes kirgisicus
Coelotes kirgisicus là một loài nhện trong họ Amaurobiidae.
Loài này thuộc chi Coelotes. Coelotes kirgisicus được miêu tả năm 2001 bởi Ovtchinnikov.